# Parnoy-en-Bassigny
Parnoy-en-Bassigny est une commune française située dans le département de la Haute-Marne, en région Grand Est.

## Géographie
|              | Breuvannes-en-Bassigny |                      |
| Val-de-Meuse | Parnoy-en-Bassigny     | Larivière-Arnoncourt |
|              | Le Châtelet-sur-Meuse  | Serqueux             |

### Hydrographie
La commune est traversée par la ligne de partage des eaux entre les bassins versants de la Meuse et de la Saône au sein respectivement du bassin Rhin-Meuse et du bassin Rhône-Méditerranée-Corse. Elle est drainée par l'Apance, le ruisseau le Flambart, le ruisseau des Roises, le ruisseau du Roteux, le ruisseau de Beaucharmoy, le ruisseau de Louvot, le ruisseau des Noues, le ruisseau du Dégout, le ruisseau du Renoy et le ruisseau du Ru Sergent,.
L'Apance, d'une longueur de 34 km, prend sa source dans la commune de Serqueux et se jette  dans la Saône à Châtillon-sur-Saône, après avoir traversé huit communes. 
Le ruisseau Flambart, d'une longueur de 18 km, prend sa source dans la commune de Lamarche et se jette  dans la Meuse à Audeloncourt, après avoir traversé quatre communes. 

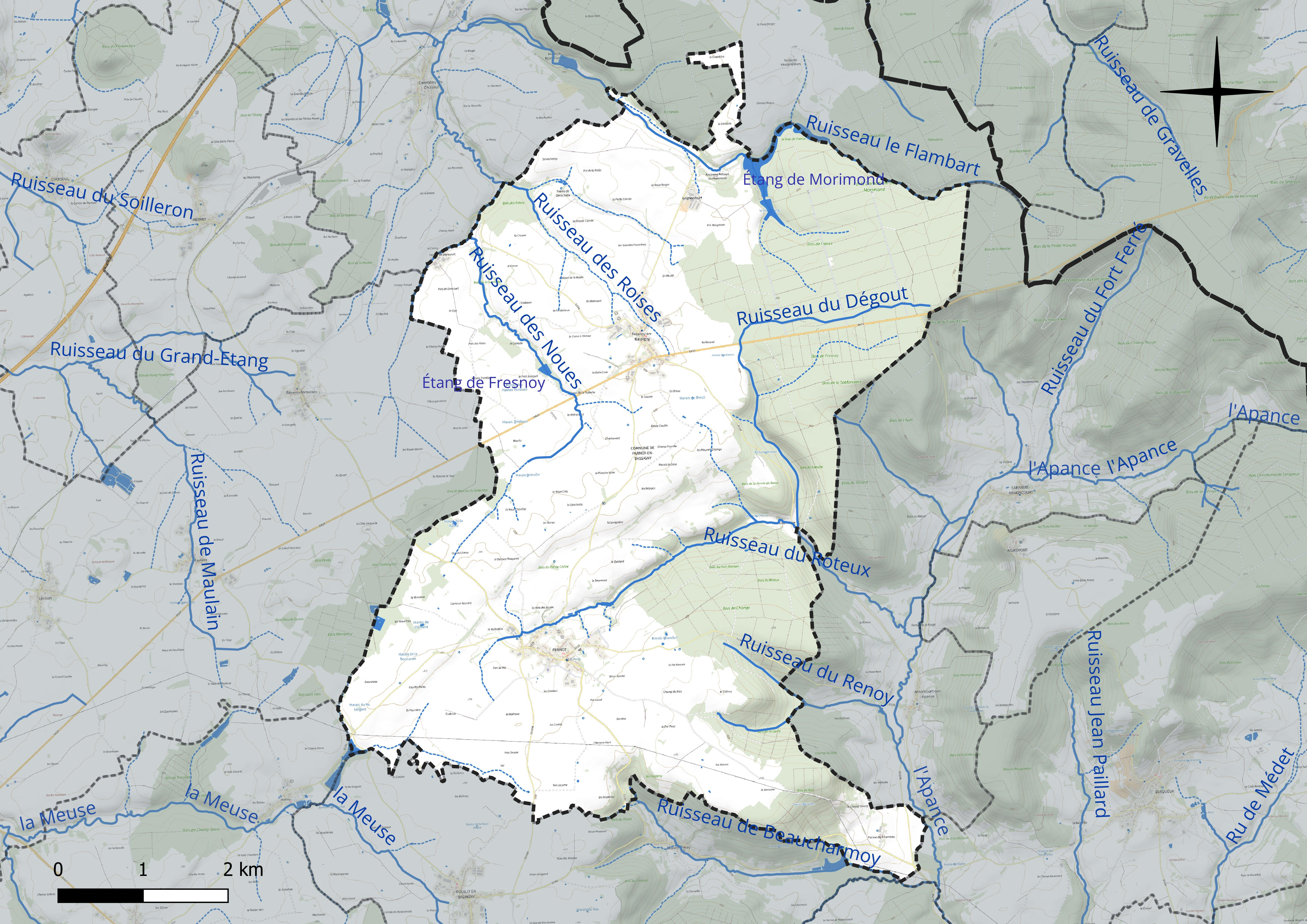
Réseau hydrographique de Parnoy-en-Bassigny.

Deux plans d'eau complètent le réseau hydrographique : l'étang de Fresnoy (1,2 ha) et l'étang de Morimond, d'une superficie totale de 9,5 ha (8,2 ha sur la commune),.

### Climat
Pour des articles plus généraux, voir Climat du Grand Est et Climat de la Haute-Marne.
En 2010, le climat de la commune est de type climat de montagne, selon une étude du Centre national de la recherche scientifique s'appuyant sur une série de données couvrant la période 1971-2000. En 2020, Météo-France publie une typologie des climats de la France métropolitaine dans laquelle la commune est exposée à un climat océanique altéré et est dans la région climatique  Lorraine, plateau de Langres, Morvan, caractérisée par un hiver rude (1,5 °C), des vents modérés et des brouillards fréquents en automne et hiver. 
Pour la période 1971-2000, la température annuelle moyenne est de 9,5 °C, avec une amplitude thermique annuelle de 17 °C. Le cumul annuel moyen de précipitations est de 958 mm, avec 13,4 jours de précipitations en janvier et 9,3 jours en juillet. Pour la période 1991-2020, la température moyenne annuelle observée sur la station météorologique de Météo-France la plus proche, « Val-de-Meuse », sur la commune de Val-de-Meuse à 11 km à vol d'oiseau, est de 9,9 °C et le cumul annuel moyen de précipitations est de 917,4 mm. 
La température maximale relevée sur cette station est de 39,5 °C, atteinte le 25 juillet 2019 ; la température minimale est de −25 °C, atteinte le 18 janvier 1966,,. 
Les paramètres climatiques de la commune ont été estimés pour le milieu du siècle (2041-2070) selon différents scénarios d'émission de gaz à effet de serre à partir des nouvelles projections climatiques de référence DRIAS-2020. Ils sont consultables sur un site dédié publié par Météo-France en novembre 2022.

## Urbanisme

### Typologie
Au 1er janvier 2024, Parnoy-en-Bassigny est catégorisée commune rurale à habitat dispersé, selon la nouvelle grille communale de densité à sept niveaux définie par l'Insee en 2022.
Elle est située hors unité urbaine et hors attraction des villes,.

### Occupation des sols
L'occupation des sols de la commune, telle qu'elle ressort de la base de données européenne d’occupation biophysique des sols Corine Land Cover (CLC), est marquée par l'importance des territoires agricoles (64,7 % en 2018), une proportion sensiblement équivalente à celle de 1990 (65 %). La répartition détaillée en 2018 est la suivante : 
prairies (50 %), forêts (33,1 %), terres arables (13,4 %), zones urbanisées (1,7 %), zones agricoles hétérogènes (1,3 %), eaux continentales (0,5 %). L'évolution de l’occupation des sols de la commune et de ses infrastructures peut être observée sur les différentes représentations cartographiques du territoire : la carte de Cassini (XVIIIe siècle), la carte d'état-major (1820-1866) et les cartes ou photos aériennes de l'IGN pour la période actuelle (1950 à aujourd'hui).

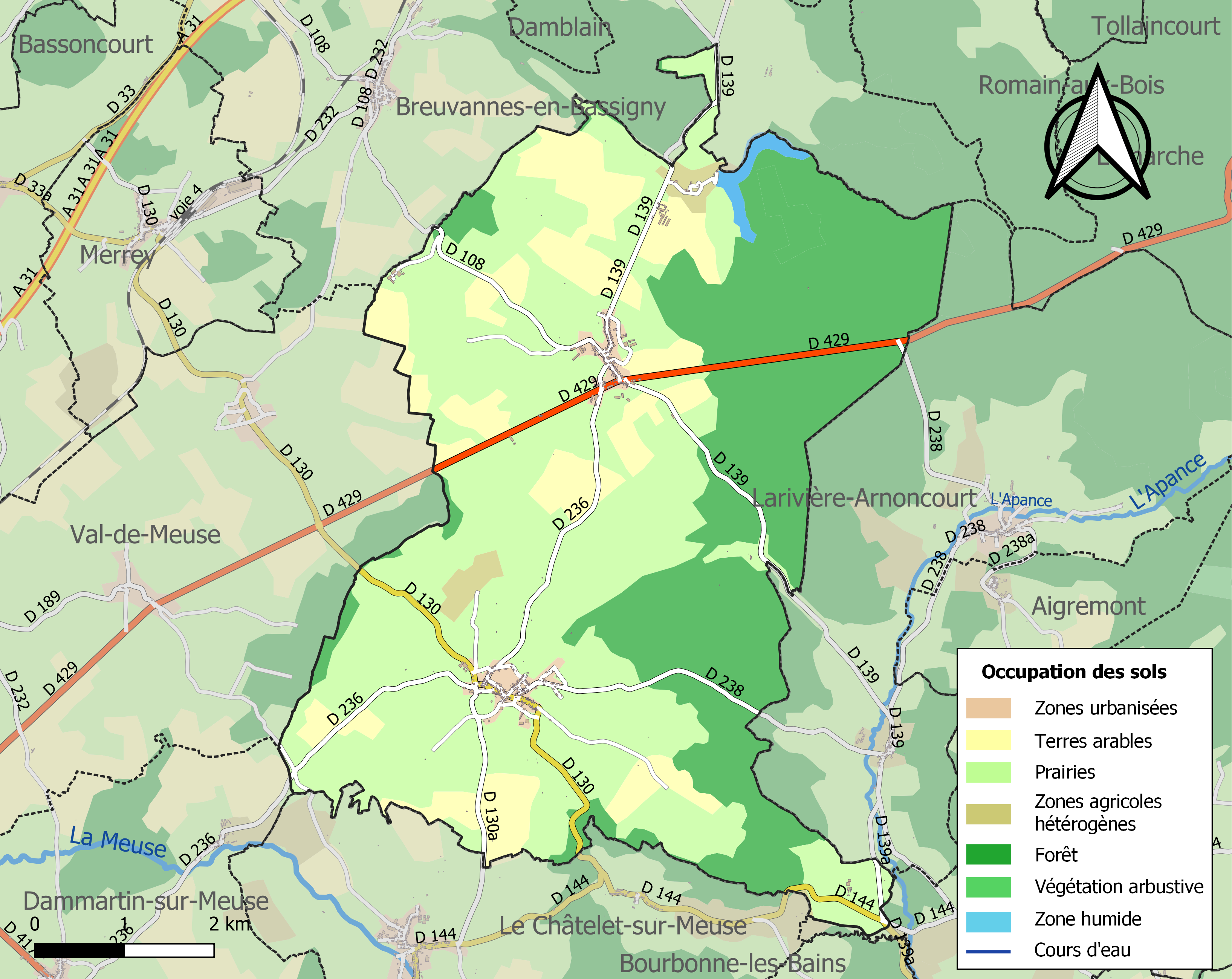
Carte des infrastructures et de l'occupation des sols de la commune en 2018 (CLC).

## Toponymie
Parnoy-en-Bassigny est née de la fusion en 1973 de Parnot et de Fresnoy-en-Bassigny. Le nom est composé de la première syllabe de (Par)not et de la deuxième de Fres(noy).
Parnot : Parnou en 1270, du nom d'homme latin Perna et suffixe -avum.

Fresnoy : Frasney en 1178, du latin fraxinum (frêne), et suffixe collectif -etum.
Bassigny : Basiniacum.

## Politique et administration

### Liste des maires
| Période                                  | Période  | Identité      | Étiquette | Qualité |
| ---------------------------------------- | -------- | ------------- | --------- | ------- |
| Les données manquantes sont à compléter. |          |               |           |         |
| mars 2001                                | 2008     | Gilles Noirot |           |         |
| mars 2008                                | En cours | Bernard Roret |           |         |

## Population et société

### Démographie
L'évolution du nombre d'habitants est connue à travers les recensements de la population effectués dans la commune depuis 1793. Pour les communes de moins de 10 000 habitants, une enquête de recensement portant sur toute la population est réalisée tous les cinq ans, les populations de référence des années intermédiaires étant quant à elles estimées par interpolation ou extrapolation. Pour la commune, le premier recensement exhaustif entrant dans le cadre du nouveau dispositif a été réalisé en 2004.

En 2022, la commune comptait 285 habitants, en évolution de −4,68 % par rapport à 2016 (Haute-Marne : −4,62 %, France hors Mayotte : +2,11 %).
| 1793 | 1800 | 1806 | 1821 | 1831 | 1836 | 1841 | 1846 | 1851 |
| ---- | ---- | ---- | ---- | ---- | ---- | ---- | ---- | ---- |
| 715  | 797  | 837  | 810  | 818  | 846  | 840  | 880  | 866  |

| 1856 | 1861 | 1866 | 1872 | 1876 | 1881 | 1886 | 1891 | 1896 |
| ---- | ---- | ---- | ---- | ---- | ---- | ---- | ---- | ---- |
| 811  | 811  | 823  | 783  | 775  | 710  | 689  | 682  | 622  |

| 1901 | 1906 | 1911 | 1921 | 1926 | 1931 | 1936 | 1946 | 1954 |
| ---- | ---- | ---- | ---- | ---- | ---- | ---- | ---- | ---- |
| 616  | 578  | 551  | 512  | 472  | 424  | 411  | 363  | 311  |

| 1962 | 1968 | 1975 | 1982 | 1990 | 1999 | 2004 | 2006 | 2009 |
| ---- | ---- | ---- | ---- | ---- | ---- | ---- | ---- | ---- |
| 298  | 248  | 388  | 352  | 338  | 310  | 321  | 315  | 294  |

| 2014 | 2019 | 2022 | - | - | - | - | - | - |
| ---- | ---- | ---- | - | - | - | - | - | - |
| 305  | 288  | 285  | - | - | - | - | - | - |

## Culture locale et patrimoine

### Lieux et monuments
- Abbaye de Morimond, abbaye cistercienne fondée en 1115, mère de plus de 700 monastères masculins et féminins en France et en Europe.
- Lac de Morimond, ensemble de lacs artificiels créés par les moines cisterciens et qui servaient à alimenter en eau les différentes annexes de l'abbaye : jardins, moulins…
- Notre-Dame des Ruaux, située dans la commune de Parnot.
- Menhir de Parnot.

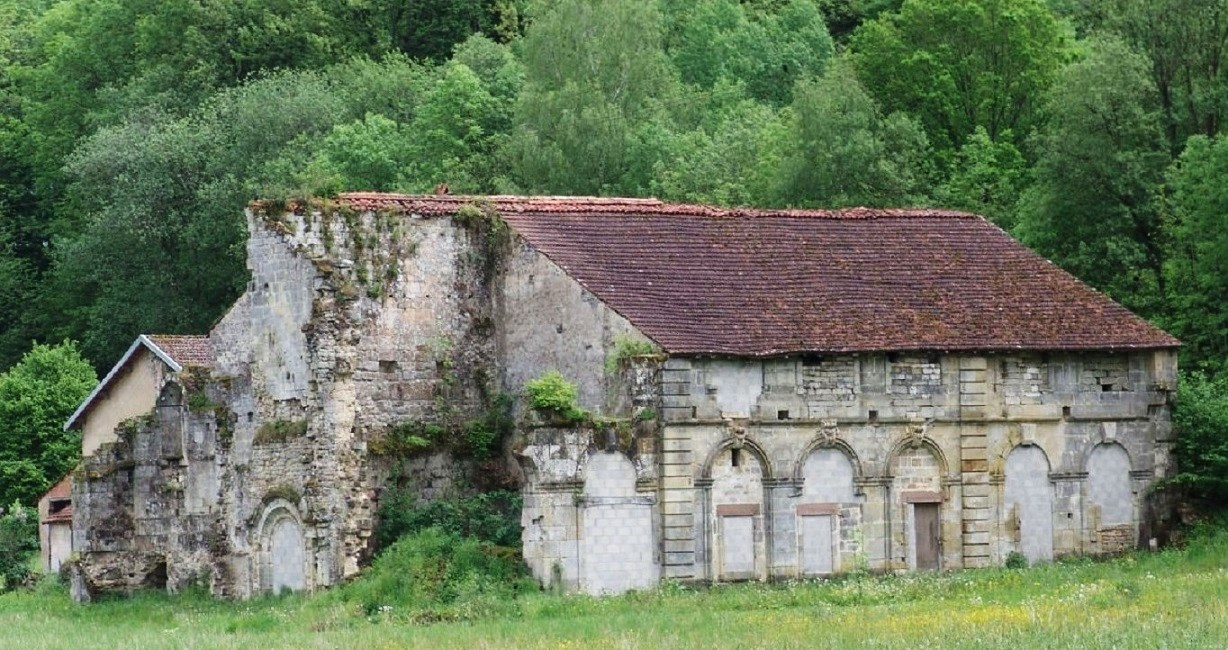
Les ruines de l'Abbaye
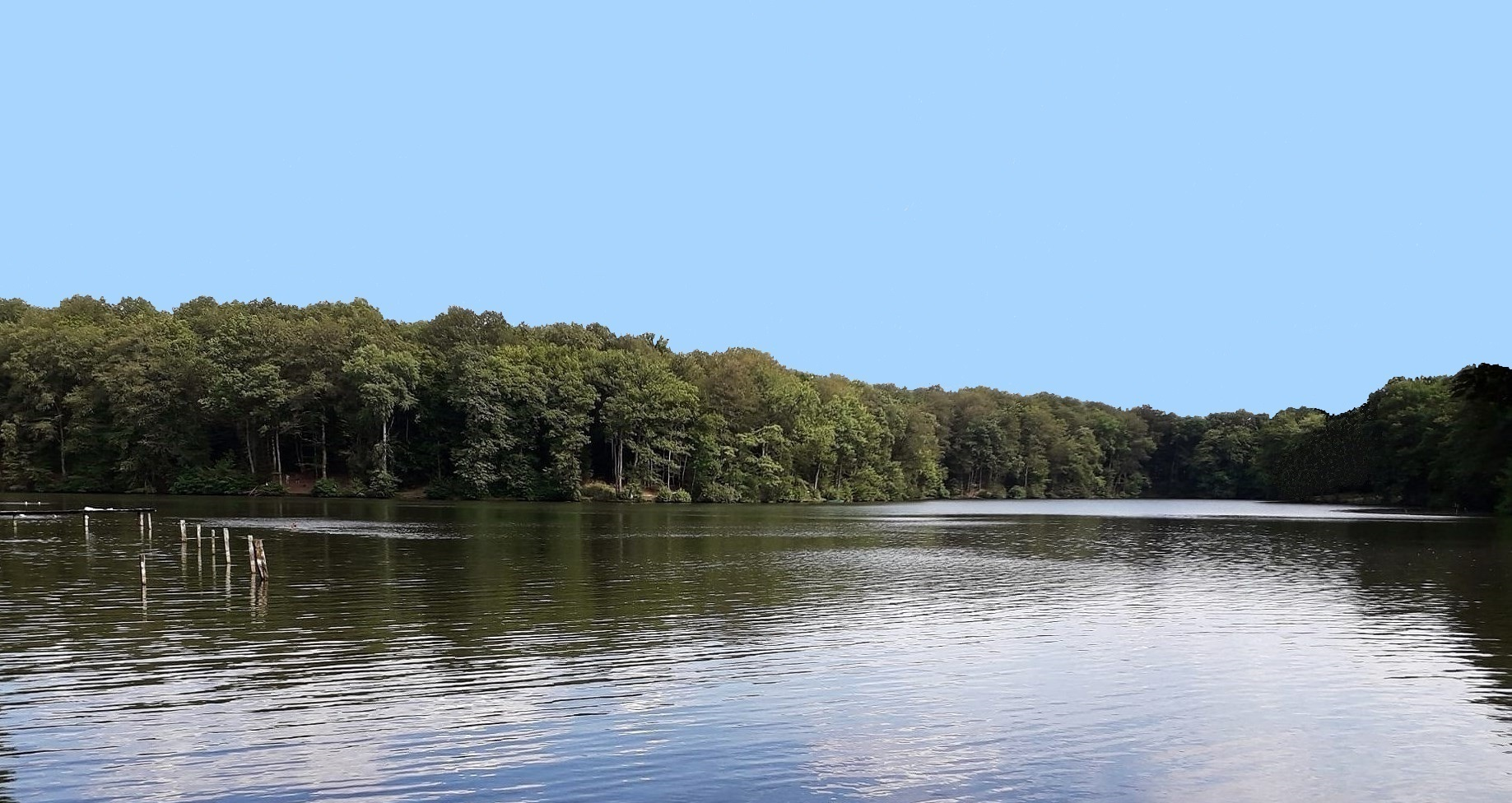
Le lac de Morimond

### Personnalités liées à la commune
- Louis-Camille de Borssat (né à Gex en 1767), officier au 3e régiment de hussards, de nationalité suisse, naturalisé français en 1817, maire de Parnot ensuite.
- Michel Edme Nicolas Petit (Parnot, 1769 - Chaumont 1835), Lieutenant des Volontaires de Chaumont en 1793, Capitaine des Grenadiers en 1814, Chevalier de la Légion d'honneur, Avocat Avoué puis Juge au Tribunal Civil de Chaumont
- Jean Darbot (1841-1921), homme politique, y est né.
- Robert Collin (1909-1987), ancien secrétaire-trésorier de l'association, écrivain originaire de Parnot, auteur des Bassignots qui est inspiré de chroniques villageoises, réalistes et truculentes, inspirées par ses propres souvenirs de Parnot.